# Кристиансен, Андерс (датский футболист)
Андерс Блег Кристиансен (дат. Anders Bleg Christiansen; род. 8 июня 1990, Копенгаген) — датский футболист, полузащитник клуба «Мальмё» и сборной Дании. Полуфиналист чемпионата Европы 2020 года.

## Клубная карьера
Кристиансен — воспитанник клуба «Люнгбю». В 2008 году он дебютировал за команду в Первом дивизионе Дании. В 2010 году Андерс помог клубу выйти в элиту. 19 июля 2010 года в матче против «Ольборга» он дебютировал в датской Суперлиге. Летом 2012 года Кристиансен перешёл в «Норшелланн». 29 июля в матче против «Орхуса» он дебютировал за новый клуб. 2 декабря в поединке против «Брондбю» Андерс забил свой первый гол за «Норшелланн». В своём дебютном сезоне он помог клубу заянть второе место в чемпионате.
В начале 2015 года Кристиансен перешёл в итальянский «Кьево». 1 февраля в матче против «Наполи» он дебютировал в итальянской Серии A.
В начале 2016 года в поисках игровой практики Андерс присоединился к шведскому «Мальмё». 2 апреля в матче против «Норрчёпинга» он дебютировал в Аллсвенскан лиге. В этом же поединке Кристиансен забил свой первый гол за «Норрчёпинг». В своём дебютном сезоне он стал чемпионом Швеции, а спустя год повторил успех. В 2017 году Андерс был признан наиболее ценным игроком чемпионата и его лучшим полузащитником. В начале 2018 года Кристиансен перешёл в бельгийский «Гент». Сумма трансфера составила 3 млн евро. 21 января в матче против «Локерена» он дебютировал в Жюпиле лиге. По окончании сезона Андерс вернулся в «Мальмё». 

## Карьера в сборной
31 января 2013 года в товарищеском матче против сборной Мексики Кристиансен дебютировал за сборную Дании. В 2021 году Андерс в составе сборной принял участие в чемпионате Европы 2020. На турнире он был запасным и на поле не вышел.

## Статистика

### Матчи Кристиансена за сборную Дании
| Матчи Кристиансена за сборную Дании | Матчи Кристиансена за сборную Дании | Матчи Кристиансена за сборную Дании | Матчи Кристиансена за сборную Дании | Матчи Кристиансена за сборную Дании | Матчи Кристиансена за сборную Дании |
| ----------------------------------- | ----------------------------------- | ----------------------------------- | ----------------------------------- | ----------------------------------- | ----------------------------------- |
| №                                   | Дата                                | Соперник                            | Счёт                                | Голы Кристиансена                   | Соревнование                        |
| 1                                   | 18 ноября 2014                      | Румыния                             | 0:2                                 | —                                   | Товарищеский матч                   |
| 2                                   | 25 марта 2015                       | США                                 | 3:2                                 | —                                   | Товарищеский матч                   |
| 3                                   | 29 марта 2015                       | Франция                             | 0:2                                 | —                                   | Товарищеский матч                   |
| 4                                   | 2 июня 2021                         | Германия                            | 1:1                                 | —                                   | Товарищеский матч                   |
| 5                                   | 4 сентября 2021                     | Фарерские острова                   | 1:0                                 | —                                   | Чемпионат мира 2022 (отбор)         |

Итого: 5 матчей / 0 голов; 2 победы, 1 ничья, 2 поражения.

## Достижения
«Мальмё»
- Чемпион Швеции (4): 2016, 2017, 2020, 2021
- Обладатель Кубка Швеции: 2021/22